# Orphanostigma excisa
Orphanostigma excisa là một loài bướm đêm trong họ Crambidae.